# ザ・リアル・シング (タジ・マハールのアルバム)
『ザ・リアル・シング』（The Real Thing）は、アメリカ合衆国のブルース・ミュージシャン、タジ・マハールが1971年に録音・発表したキャリア初のライブ・アルバム。オリジナルLPは2枚組・10曲入りだったが、2000年にレガシー・レコーディングスから発売されたリマスターCDは「シー・コート・ザ・ケイティ・アンド・レフト・ミー・ア・ミュール・トゥ・ライド」が追加されて11曲入りとなった。

## 解説
マハールは1971年2月11日から3日連続でフィルモア・イースト公演を行い、本作には13日の公演が収録された。リズム・セクションに加えて4人のブラス・セクションも含む編成での演奏だが、冒頭の「フィッシン・ブルース」は、マハールのバンジョー弾き語りによるソロ・パフォーマンスである。
ロバート・クリストガウは本作にBを付け「とても楽しめる一方、特にチューバ奏者たちの演奏が止んでいる時には、予想通り緩みまくっている」と評している。

## 収録曲
特記なき楽曲はタジ・マハール作。
1. フィッシン・ブルース - "Fishin' Blues" (Henry Thomas) - 2:57
2. もうディキシーなんか吹くものか - "Ain't Gwine to Whistle Dixie (Any Mo')" (Taj Mahal, Chuck Blackwell, Jesse Ed Davis, Gary Gilmore) - 9:11
3. スウィート・ママ・ジャニース - "Sweet Mama Janisse" - 3:32
4. 田舎へ行って、僕の郵便箱を青く塗ろう - "Going Up to the Country and Paint My Mailbox Blue" - 3:24
5. 君に首ったけ - "Big Kneed Gal" - 5:34
6. 誰かが必要 - "You're Going to Need Somebody on Your Bond" (Blind Willie Johnson) - 6:13
7. トムとサリー・ドレイク - "Tom and Sally Drake" - 3:39
8. ダイビング・ダック・ブルース - "Diving Duck Blues" (Sleepy John Estes) - 3:46
9. ジョン・エイント・イット・ハード - "John, Ain' It Hard" - 5:30
10. シー・コート・ザ・ケイティ・アンド・レフト・ミー・ア・ミュール・トゥ・ライド - "She Caught the Katy (And Left Me a Mule to Ride)" (T. Mahal, Yank Rachell) - 4:08
11. これが俺のブルースさ - "You Ain't No Street Walker Mama, Honey but I Do Love the Way You Strut Your Stuff" - 18:56

## 参加ミュージシャン
- タジ・マハール - ボーカル、ハーモニカ、リゾネーター・ギター、バンジョー、ファイフ
- ジョン・ホール - エレクトリック・ギター
- ジョン・サイモン - ピアノ、エレクトリックピアノ
- ビル・リッチ - エレクトリックベース
- グレッグ・トーマス - ドラムス
- ロッキー・ディジョーン - コンガ
- ハワード・ジョーンズ - チューバ、フリューゲルホルン、バリトン・サクソフォーン、ブラス・アレンジ
- ボブ・スチュワート - チューバ、フリューゲルホルン、トランペット
- ジョセフ・デイリー - チューバ、ヴァルヴ・トロンボーン
- アール・マッキンタイヤー - チューバ、バストロンボーン